# Шевандин, Михаил Алексеевич
Михаил Алексеевич Шевандин (1939 — 2018) — советский российский учёный в области безопасности труда железнодорожников, доктор технических наук (1982), профессор (1984), заслуженный деятель науки и техники РСФСР (1991).

## Биография
Окончил в 1961 году Московский ордена Ленина и ордена Трудового Красного Знамени институт инженеров железнодорожного транспорта Министерства путей сообщения СССР
имени И. В. Сталина  по специальности «Электрификация ж.д.» и два года работал мастером локомотивного депо Москва-Сортировочная.
С 1963 г. в МИИТ: аспирант, ассистент, старший преподаватель, доцент, профессор, с 1985 г. зав. кафедрой «Безопасность жизнедеятельности».
В 1970 г. защитил кандидатскую диссертацию «Методика статистической оценки эффективности рессорного подвешивания локомотивов», в 1981 году — докторскую «Научные основы прогнозирования и обеспечения безопасности труда железнодорожников, связанных с движением поездов».
В 1984 г. присвоено звание профессора. Подготовил 30 кандидатов и 2 докторов наук.
Скончался в 2018 году.

## Награды
Заслуженный деятель науки и техники РСФСР (1991). Награждён знаком «Почётный железнодорожник». Награждён медалью С.П. Королева. 
Мастер спорта по вольной борьбе.

## Сочинения
Автор около 200 научных работ, 5 учебников и 150 изобретений. 
- Человеческий фактор в обучении кадров : Рекомендации руководителю, проводящему инструктаж по технике безопасности / Шевандин М. А., Левин Б. А., Тихонова Е. В.; Моск. ин-т инженеров ж.-д. трансп. им. Ф. Э. Дзержинского, Каф. охраны труда. — М. : МИИТ, 1988. — 63 с. : ил.; 20 см.
- Охрана труда в студенческих отрядах на уборочных работах / М. А. Шевандин, А. Н. Бычков, Л. Г. Ракова. — М. : Транспорт, 1993. — 175 с. : ил.; 16 см; ISBN 5-277-01326-1
- Основы прогнозирования и обеспечения безопасности труда железнодорожников, связанных с движением поездов : Учеб. пособие / М. А. Шевандин. — М. : Б. и., 1980. — 111 с. : ил.; 20 см.
- Системы автоматического оповещения о приближении подвижного состава к месту работ на железнодорожных путях : учебное пособие для студентов вузов железнодорожного транспорта / М. А. Шевандин, В. И. Жуков, В. Д. Федосов ; Моск. гос. ун-т путей сообщ. (МИИТ), Каф. «Безопасность жизнедеятельности». — Москва : МИИТ, 2005. — 168 с. : ил., табл.; 20 см.
- Выборы руководителей на предприятиях железнодорожного транспорта : Учеб. пособие / Шевандин М. А., Левин Б. А., Рыжов А. В.; М-во путей сообщ. СССР, Гл. упр. кадров и учеб. заведений. — М. : МИИТ, 1989. — 149 с.; 20 см.
- Страхование безопасности : Учеб. пособие для студентов специальности «Безопасность жизнедеятельности» / М. А. Шевандин, Л. Н. Конова; М-во путей сообщ. Рос. Федерации. Моск. гос. ун-т путей сообщ. Каф. «Безопасность жизнедеятельности». — М. : МИИТ, 1999. — 76 с. : ил., табл.; 20 см.
- Подготовка и использование научно-педагогических кадров на железнодорожном транспорте : [Учеб. пособие] / Шевандин М. А., Левин Б. А., Багинова В. В.; Моск. ин-т инженеров ж.-д. трансп. им. Ф. Э. Дзержинского, Каф. «Охрана труда». — М. : МИИЖТ, 1988. — 133 с. : ил.; 20 см.
- Охрана труда. Законодательный опыт : учеб. пособие / М. А. Шевандин, А. М. Анненков, Г. В. Панина ; М-во путей сообщ. Рос. Федерации, Моск. гос. ун-т путей сообщ. (МИИТ), Каф. «Безопасность жизнедеятельности». — М. : МИИТ, 2003 (Тип. МИИТа). — 51 с. : ил., табл.; 20 см.
- Надежность машиниста локомотива : учеб. пособие для студентов специальности «Безопасность жизнедеятельности» / М. А. Шевандин, Г. А. Кабурова, О. И. Грибков ; М-во путей сообщ. Рос. Федерации, Моск. гос. ун-т путей сообщ. (МИИТ), Каф. «Безопасность жизнедеятельности». — М. : Моск. гос. ун-т путей сообщ. (МИИТ), 2003 (Тип. МИИТа). — 76 с. : табл.; 20 см.
- Контроль работоспособности работников, связанных с движением поездов : учеб. пособие для студентов специальности «Безопасность жизнедеятельности» / М. А. Шевандин, О. И. Грибков ; М-во путей сообщ. Рос. Федерации, Моск. гос. ун-т путей сообщ. (МИИТ), Каф. «Безопасность жизнедеятельности». — М. : МИИТ, 2004. — 144 с. : ил., табл.; 21 см.
- Безопасность в чрезвычайных ситуациях. Гражданская оборона : учеб. пособие для студентов вузов ж.-д. трансп. / [ М. А. Шевандин и др.]; под ред. М. А. Шевандина. — М. : Маршрут, 2004. — 361, [1] с., [1] л. ил. : ил., табл.; 21 см. — (Высшее профессиональное образование).; ISBN 5-89035-165-6 : 5000
- Методические рекомендации по вопросам подготовки научно-педагогических кадров на примере МИИТа / Моск. ин-т инженеров ж.-д. трансп.; [Сост. М. А. Шевандин, Б. А. Левин]. — М. : МИИТ, 1986. — 131 с.; 20 см.
- Охрана труда в транспортном строительстве : [Учеб. для студентов строит. спец. вузов ж.-д. трансп. / Крутяков В. С., Сибаров Ю. Г., Шевандин М. А., Шишканов В. М.]; Под ред. В. С. Крутякова. — М. : Транспорт, 1993. — 296 с. : ил.; 21 см. — (Высшее образование).; ISBN 5-277-01114-5
- Инженерные решения безопасности на железнодорожных переездах : Учеб. пособие для студентов и дипломников специальностей «Автоматика, телемеханика и связь», «Путь и путевое хоз-во», «Безопасность жизнедеятельности» / М. А. Шевандин, В. И. Жуков, А. В. Волков; М-во путей сообщ. Рос. Федерации. Моск. гос. ун-т путей сообщ. (МИИТ). Каф. «Безопасность жизнедеятельности». — М. : МИИТ, 1999-____. — 20 см. Ч. 1. — 1999. — 104 с. : ил., табл. Ч. 2. — 2003 (Тип. МИИТа). — 87 с. : ил., табл.